# Bolesław Bierut
Bolesław Bierut (Rury Jezuickie, 18. travnja 1892. – Moskva, 12. ožujka 1956.), zloglasni poljski komunistički vođa, okrutni staljinist i prvi predsjednik komunističke Narodne Republike Poljske.

## Životopis
Rodio se blizu Lublina, u selu Rury Jezuickie 18. travnja 1892. Otac mu je bio seoski učitelj. Svoje prezime Bierut je skovao po majčinu djevojačkom prezimenu Rutkowska, otuda Bie(r)rut.
Bierut 1925. odlazi u Moskvu, gdje pohađa školu Komunističke internacionale. Kad je Josif Staljin raspustio KPP 1938., Bierut se izvukao s 10 godina zatvora u Poljskoj zbog političke aktivnosti. Tako nije mogao putovati u SSSR, te je izbjegao ono što je poznato kao Staljinove čistke.
Kad je Drugi svjetski rat počeo, pobjegao je u Istočnu Poljsku da bi izbjegao vojnu obvezu. Dok su se drugi Poljaci borili protiv okupatora, on je radio kao knjigovođa i podupirao neprijatelja. Njegova je zasluga što su komunisti došli na vlast u Poljskoj. Od 1947. do 1952. on vlada Poljskom, a kasnije je premijer jer je položaj predsjednika ukinut.
Naredio je ubojstva mnogih domoljuba, pa i crkvenih službenika. Jedan od najpoznatijih koji je stradao pod njegovim režimom je Witold Pilecki, "junak iz Auschwitza", domoljub i osnivač pokreta otpora.
Umro je u Moskvi 12. ožujka 1956., nedugo nakon 20. kongresa CK KPSS-a. Dolaskom 1990-ih njegov grob je oskrvnut, nadgrobna ploča srušena i po njoj je prolivena crvena boja, simbol za svu nevinu krv koju je za života ubio.